# Alan Mowbray
Alan Mowbray, född 18 augusti 1896 i London, England, död 25 mars 1969 i Hollywood, Kalifornien var en brittisk skådespelare som sedan 1923 var verksam i USA. Han var flitigt anlitad som birollsaktör i Hollywoodfilmer. Känd i Sverige från TV-serien Överste Flack. Mowbray var en av grundarna till Screen Actors Guild.

## Filmografi i urval
- 1932 – Den stora juvelstölden
- 1933 – Livets gyckelspel
- 1933 – Gengångaren på Berkeley Square
- 1934 – En ängel med temperament
- 1935 – Fåfängans marknad
- 1936 – Godfrey ordnar allt
- 1936 – På de anklagades bänk
- 1936 – Det stulna paradiset
- 1936 – Rose-Marie
- 1937 – Det spökar i sta'n
- 1938 – Det spökar på Rivieran
- 1938 – Gentleman på luffen
- 1941 – Korsdrag i paradiset
- 1941 – En studie i brott
- 1943 – Leve äktenskapet
- 1943 – Hon som kom köksvägen
- 1945 – Flickor, ohoj!
- 1946 – Laglöst land
- 1948 – Gift er flickor
- 1950 – Landet bortom prärien
- 1950 – Pappa i trotsåldern
- 1952 – Kapten Svartskägg
- 1956 – Mannen som visste för mycket
- 1956 – Jorden runt på 80 dagar
- 1956 – Kungen och jag